# ماریو چالمرز
ماریو چالمرز (انگلیسی: Mario Chalmers؛ زادهٔ ۱۹ مهٔ ۱۹۸۶) بازیکن بسکتبال اهل ایالات متحده آمریکا است.

## حرفه
از باشگاه‌هایی که در آن بازی کرده‌است می‌توان به میامی هیت و ممفیس گریزلیز اشاره کرد.